# Aedes pseudonigeria
Aedes pseudonigeria är en tvåvingeart som först beskrevs av Theobald 1910.  Aedes pseudonigeria ingår i släktet Aedes och familjen stickmyggor. Inga underarter finns listade i Catalogue of Life.